# Doris Eicke
Doris Eicke, geborene Meyer (* 24. Januar 1901 in Rheinfelden AG; † 19. Mai 1987 in Lausanne) war eine Schweizer Schriftstellerin. Nach ihrer Heirat 1922 mit dem deutschen Offizier Hans Eicke († 1943) schrieb sie zunächst privat, dann ab 1946 hauptberuflich. Sie verfasste eine Vielzahl von Romanen, die der Unterhaltungsliteratur zugerechnet werden.

## Romane
- Der Herr vom Brunnenbühl, 1949
- Cand. med. Noemi A Porta. 2. A. Oertel & Spörer, Reutlingen 1950
- Das Jungfernkind. Feuz, Bern 1950
- Liesebethli. Feuz, Bern 1950
- Die Mattenegger, 1950
- Unsühnbare Schuld. Feuz, Bern 1950
- Wohin führst Du mich?. Oertel & Spörer, Reutlingen 1950
- Die Magd Nori, 1951
- Silvana. Feuz, Bern 1951
- Der verschlossene Mund. Oertel & Spörer, Reutlingen 1951
- Wir sind fern vom Paradies. Oertel & Spörer, Reutlingen 1951
- Der Himmel vergisst nichts. Oertel & Spörer, Reutlingen 1953
- Das Mädchen von vorgestern. Feuz, Bern 1953
- Das verlassene Erbe. Kremayr & Scheriau, Wien 1953
- Irrtum ohne Gnade. Oertel & Spörer, Reutlingen 1954
- Zirkus-Lilly. Feuz, Bern 1954
- Zwei Frauen um Michael. Kremayr & Scheriau, Wien 1954
- Fremdes Reis am Stamm. Oertel & Spörer, Reutlingen 1955
- Kain lebt weiter. Feuz, Bern 1955
- Die Spur führt nach Rom. Oertel & Spörer, Reutlingen 1955
- Sonne unter einem alten Dach. Hestia, Bayreuth 1956
- Daniela. Feuz, Bern 1957
- Ewigkeiten zwischen uns. Oertel & Spörer, Reutlingen 1957
- Keiner will untergehen. Oertel & Spörer, Reutlingen 1957
- Untreue. Hestia, Bayreuth 1957
- Die Malmedys auf Inna. Hestia, Bayreuth 1958
- Das unbeirrbare Herz. Oertel & Spörer, Reutlingen 1958
- Die Drohung. Feuz, Bern 1959
- Die Hexe von Rocco. Oertel & Spörer, Reutlingen 1959
- Der sündige Herr Hanselmann. Fackel, Olten 1959
- Kleines Appartement zu vermieten. Oertel & Spörer, Reutlingen 1960
- Stunde der Versuchung. Oertel & Spörer, Reutlingen 1960
- Wer ist Elgin Munch? Feuz, Bern 1960
- Hotel Excelsior. Oertel & Spörer, Reutlingen 1961
- Mariann Hiltbrunner. Feuz, Bern 1961
- Die Ketten der Demut. Feuz, Bern 1962
- Drachensaat. Feuz, Bern 1963
- Irrlichter. Feuz, Bern 1963
- Fremder Leute Brot. Feuz, Bern 1964
- Wer die bittere Frucht wählt, 1965
- Ein Wolf in der Herde. Die Fähre, Bern ca. 1965
- Schweigen ist nicht immer Gold, 1966
- Die Vergeltung. Feuz, Bern 1967
- Unsicherheit des Herzens. Feuz, Bern 1968
- Der Schatten der anderen, 1970
- Der Verzicht, ca. 1970
- Dein Nächster, ein Fremder. Emmenthaler Blatt, Langnau 1973
- Der Makel. Emmenthaler Blatt, Langnau ca. 1975
- Freiheit... und dann? Berner Zeitung, Bern 1975
- Angst war ihr Gefährte. Berner Zeitung, Bern 1976
- Verhängnisvolle Begegnung. Emmentaler Druck, Langnau 1978
- Drei Frauen. Emmentaler Druck, Langnau 1979
- Aus erster Ehe. Emmentaler Druck, Langnau 1980
- Der Makel. Emmentaler Druck, Langnau 1980
- Lasst mir mein Leben. Melchert, Hamburg 1981
- Die rumänischen Schwestern. Melchert, Hamburg 1981
- Unbarmherzig weht der Wind. Emmentaler Druck, Langnau 1982
- Neid ist das Gift der Seele. Emmentaler Druck, Langnau 1983
- Geliebter Untermieter. Engel, München o. J.